# 22650 Brianloader
22650 Brianloader è un asteroide della fascia principale. Scoperto nel 1998, presenta un'orbita caratterizzata da un semiasse maggiore pari a 2,628633 UA e da un'eccentricità di 0,090159, inclinata di 9,147744° rispetto all'eclittica. Ha un diametro di 9,160 km e un'albedo di 0,052.
Brian Loader è un insegnante di scienze in pensione che ha lavorato come programmatore presso la stazione USNO Black Birch in Nuova Zelanda. Nel 1980 è entrato a far parte della RASNZ, dove ha avviato programmi di monitoraggio degli eventi satellitari gioviani e delle stelle doppie occultate dalla Luna. È stato un prolifico osservatore di occultazioni per 50 anni ed è diventato membro della società.